# Shalu Lochen Legpa Gyaltsen
Shalu Lochen Legpa Gyaltsen, ook kortweg bekend als Shalu (1375-1450), was een Tibetaans geestelijke.
Hij was de vierde Ganden tripa van 1438 tot 1450 en daarmee de hoofdabt van het klooster Ganden en hoogste geestelijke van de gelugtraditie in het Tibetaans boeddhisme.